# Ciężkowice (gemeente)
De gemeente Ciężkowice is een stad- en landgemeente in het Poolse woiwodschap Klein-Polen, in powiat Tarnowski.
De zetel van de gemeente is in Ciężkowice.
Op 30 juni 2004 telde de gemeente 11 074 inwoners.

## Oppervlakte gegevens
In 2002 bedroeg de totale oppervlakte van gemeente Ciężkowice 103,22 km², waarvan:
- agrarisch gebied: 61%
- bossen: 30%

De gemeente beslaat 7,29% van de totale oppervlakte van de powiat.

## Demografie
Stand op 30 juni 2004:
| Omschrijving                   | Totaal | Totaal | Vrouwen | Vrouwen | Mannen | Mannen |
| ------------------------------ | ------ | ------ | ------- | ------- | ------ | ------ |
| eenheid                        | aantal | %      | aantal  | %       | aantal | %      |
| inwoners                       | 11 074 | 100    | 5476    | 49,4    | 5598   | 50,6   |
| bevolkingsdichtheid (inw./km²) | 107,3  | 107,3  | 53,1    | 53,1    | 54,2   | 54,2   |

In 2002 bedroeg het gemiddelde inkomen per inwoner 1473,99 zł.

## Administratieve plaatsen (sołectwo)
Bogoniowice, Bruśnik, Falkowa, Jastrzębia, Kąśna Dolna, Kąśna Górna, Kipszna, Ostrusza, Pławna, Siekierczyna, Tursko, Zborowice.

## Aangrenzende gemeenten
Bobowa, Gromnik, Korzenna, Moszczenica, Rzepiennik Strzyżewski, Zakliczyn